# Amastigote
Un amastigote è una cellula priva di flagelli esterni visibili o ciglia. Il termine è utilizzato principalmente per descrivere una certa fase nel ciclo vitale del protozoo Trypanosomatidae. Viene anche chiamato stadio leishmanioso dal momento che nella leishmania è la forma che il parassita prende nell'ospite vertebrato, anche se presente in tutti i tipi di tripanosomi.